# Psychogymnastika
Psychogymnastika je česká metoda skupinové psychoterapie, založená na pantomimě. Zakladatelem tohoto směru je Ferdinand Knobloch s Jiřinou Knoblochovou  kteří jej rozvíjeli v 60. a 70. létech 20. století. Umožňuje klientům vyjadřovat vztahy k lidem i vnitřní konflikty bez zneklidňujícího verbální projevu. Protože účastníci během ní vyjadřují různé situace, pocity a vztahy beze slov, používá se občas též označení psychopantomima, v angličtině je používán termín psychomime.

## Podoba terapie
Psychogymnastika je spíše nástrojem či technikou v psychoterapii, nejde o samostatný směr. Lze využít v běžných sezeních skupinové psychoterapie, nebo jako samostatné asi dvouhodinové sezení. Skládá se ze tří fází:
1. "Rozproudění" pomocí živých pohybů a nácvik výrazových pantomimických prvků. Tato gymnastická složka pomáhá snížit zábrany v dalších fázích.
2. V hlavní fázi klient pantomimicky předvádí zadaná témata, která mají vztah k jeho problému. Variantou může být využití techniky zakázané ovoce (po kterém pacient touží a zároveň se ho bojí), křižovatka životních cest aj. Některá témata jsou určena jednotlivci, některá více lidem (například ztroskotání lodi, pustý ostrov ad.).
3. Závěrečná fáze navozuje pocit zklidnění a síly, optimismus pro budoucnost. Využívá relaxační cvičení, hudební produkci s pomocí Orffova instrumentária a podobně.

## Kořeny techniky
Psychogymnastika vychází z techniky psychodramatu, obsahuje však určité odlišnosti. Jednak jednotlivé fáze jsou jinak propracované, naopak hraní dané role je méně "divadelní". Psychogymnastika je více hravá a klade větší důraz na samotný pohyb a odreagování než na psychodramatický prožitek. Významný je prožitek katarze, který vede k postupným osobnostním změnám. Obdobně, jako psychodrama, lze techniku použít i pro skupinovou psychoterapii psychóz.